# Der Mann, der seinen Mörder sucht
Der Mann, der seinen Mörder sucht ist eine deutsche Filmkomödie von Robert Siodmak aus dem Jahr 1931. Sie zählt zu den fragmentarisch erhaltenen Filmen des Regisseurs.

## Handlung
Hans Herfort will sich erschießen, weil er Schulden hat. Kurz vor dem schüchternen Suizidversuch überrascht er jedoch den Einbrecher Otto Kuttlapp, der gerade in Hans’ Wohnung einsteigt. Otto wiederum ist recht erstaunt, als ihn der mit der Waffe bedrohte Hans auffordert, ihn doch endlich zu erschießen. Zum Selbstmörderhelfer will Otto nicht werden, berät sich jedoch mit seiner Organisation „Weiße Weste“, unter welchen Umständen er beim Suizid behilflich sein könnte. Da ihm im schlimmsten Fall drei Jahre Gefängnis drohen, will er für jedes Jahr 5000 Reichsmark Bezahlung – Hans willigt ein und setzt einen entsprechenden Vertrag auf. Da Otto jedoch so unvorbereitet nicht zum Mord bereit ist, bittet er sich zwölf Stunden Ausführungszeit aus. In dieser Zeit muss er Hans ermorden, wann und wo weiß der jedoch nicht.
Hans begibt sich in einen Nachtclub, wo er zwar seine Freunde sieht, jedoch allein an der Bar bleibt. Die junge Kitty fordert ihn zum Tanzen auf, um ihrem uncharmanten Verehrer, dem Versicherungsangestellten Adamowski, zu entkommen. Otto probiert einen ersten Mordanschlag mit einer Bombe mit Zeitzünder, die jedoch von einem Taschendieb entwendet wird. Im Taxi offenbart Hans Kitty, dass er ermordet werden wird. Sie ist entsetzt. In der Wohnung versucht sie, durch Zuziehen der Jalousien und Lichtausschalten einen eventuellen Mordanschlag auf Hans zu verhindern, und bringt damit den vor dem Fenster lauernden Otto am Ende tatsächlich zur Verzweiflung. Er gibt den Mordauftrag entnervt an den Profi Jim ab.
Da Hans in die Zeitung seine eigene Todesanzeige setzen ließ, eilen seine vier Freunde am nächsten Tag zu seiner Wohnung, wo sie ihn lebend auffinden. Gemeinsam beschließen sie, Otto aufzusuchen und vom Mord abzubringen. Hans wird dabei fast vollständig vermummt als Schwerverletzter im Krankenwagen transportiert, so dass er nicht erkennbar ist. Otto jedoch, der sich von der Polizei verfolgt wähnt, nutzt den Krankenwagen prompt als Fluchtfahrzeug, bis Hans ihn mit Äther betäuben und den Wagen anhalten kann. Da Otto zugibt, den Auftrag bereits an einen weiteren Killer verkauft zu haben, lässt sich Hans freiwillig von der Polizei wegen einer Bagatelle verhaften. Er landet prompt in der Zelle, in der auch sein neuer Killer Jim einsitzt, gibt sich ihm jedoch nicht zu erkennen. Gemeinsam brechen sie aus und Jim eilt zur Wohnung von Hans, da er für die Erledigung des Mordes nur noch wenige Minuten Zeit hat. Hans gibt sich zu erkennen, sieht durch das Wohnungsfenster jedoch, dass Kitty einen fremden Mann küsst – in Wirklichkeit versucht Adamowski nur, die aufgelöste Kitty zu beruhigen, hat er doch Geld für eine Auslösung Hans’ aus dem Vertrag beschaffen können. Fünf Minuten vor seinem Tod will der wenigstens seinen Nebenbuhler stellen und Jim hat dafür Verständnis.
In der Wohnung kommt es zu hektischen Szenen, Vorwürfen und Türschlagen, die dem vor dem Fenster stehenden Jim den Mord unmöglich werden lassen. Er eilt in die Wohnung, der Schuss aus der Pistole geht daneben, ein geworfenes Messer bleibt in der Tür stecken und während noch die Zündschnur der geworfenen Bombe langsam abbrennt, bietet Adamowski Jim 25.000 Reichsmark, damit alle am Leben bleiben. Jim willigt ein. Die Bombe zerstört nur die Wohnung. In den Wohnungstrümmern findet schließlich kurze Zeit später die Trauung von Kitty und Hans statt, der alle Mitglieder der „Weißen Weste“ beiwohnen.

## Produktion
Der Mann, der seinen Mörder sucht wurde von Anfang Oktober bis Dezember 1930 gedreht. Aufnahmen entstanden in Berlin (u. a. am Funkturm und der Kaiser-Wilhelm-Gedächtniskirche) sowie in den Ufa-Ateliers Neubabelsberg, dem heutigen Studio Babelsberg in Potsdam. Er erlebte am 5. Februar 1931 im Berliner Gloria-Palast seine Premiere. Die Erstausstrahlung im Fernsehen fand erst 2011 durch den österreichischen Privatsender Servus TV statt.
Die heute erhaltene Fassung ist mit fünf Akten nur rund 50 Minuten lang. Die Originalversion mit neun Akten und einer Gesamtlänge von 98 Minuten ist verschollen. Der Film ist auch unter den Titeln Der Himmelskandidat und Jim, der Mann mit der Narbe (so auch der Filmtitel der erhaltenen Fassung) bekannt. Letzterer war ebenfalls der Titel des dem Film zugrunde liegenden Bühnenstücks von Ernst Neubach, das seinerseits auf dem Roman Die Leiden eines Chinesen in China von Jules Verne basiert.
Der Mann, der seinen Mörder sucht gilt als erster Film, in dem Heinz Rühmann die alleinige Hauptrolle innehat. Robert Siodmak führte nicht nur Regie, sondern schrieb mit seinem Bruder Curt und Billie (der spätere Billy) Wilder auch das Drehbuch, basierend auf einem Bühnenstück von Ernst Neubach. Die drei hatten zuvor schon das Drehbuch zu Menschen am Sonntag geschrieben.
Der Film wurde (unter dem Titel Jim, der Mann mit der Narbe) am 1. Oktober 1937 von der Film-Oberprüfstelle verboten.

## Kritiken
Das Lexikon des internationalen Films lobte Der Mann, der seinen Mörder sucht als „temporeich inszenierte, vergnügliche Mischung aus Kriminalburleske und Musical, die mit Witz und Schwung die Affinität von Bürgertum und Verbrechen parodiert.“
Prisma beschreibt den Film als „schwarzhumorigen wie temporeichen Kriminalfilm in düsteren Bildern“.